# 三色同刻
三色同刻（さんしょくドーコー）とは、麻雀における役のひとつ。萬子・索子・筒子それぞれの色で同じ数字の刻子（槓子も含む）を作ったときに成立する。2翻。喰い下がりはない。ただし、門前3翻、喰い下がり2翻とするローカルルールも存在する。ポンをして作ることが多いことから、三色同ポンとも呼ばれる。略称は三同刻（サンドーコー）、三同ポン。「タテサン」と呼ばれることもある。

## 概要
同じ三色役である三色同順と比べると出現頻度は非常に低い。実戦でも滅多に目にすることはなく、三槓子と並んで幻の2飜役と呼ばれることもある。大抵の場合ポンして作ることになるが、2つ晒した時点で充分に目立ってしまうため、できれば最低1つは暗刻になっているのが望ましい。対々和と複合することが多いが、自力で3種とも暗刻にした場合は三暗刻と複合し、中張牌の三色同刻の場合はタンヤオと、一九牌の場合は混老頭もしくはチャンタと複合することもありうる。が、三色同刻自体が非常に珍しい役であるため、複合云々を考える以前に効率度外視であがりに行くようなケースも見られる。定義上染め手とは複合しないのは三色同順と同様である。

## 歴史
中国麻雀では三同刻という役であり、麻雀が日本に紹介された当初はこの役はなく、三色同刻という名前で普及するようになったのは一盃口などと同じく戦後になってからである。

## 牌姿の例
（例）対々和との複合 / 2副露したケース
待ち。三色同刻は4つの面子のうち最低でも3つが刻子となるため、対々和と複合するケースが多い。
（例）三暗刻との複合 / メンゼンのケース
対々和が複合しないケースで、ツモり三暗刻のケース。で三色同刻となるが、ロンでは役がない片アガリの牌姿である。このような牌姿ではリーチをかけることが多いが、出アガリでは高目でも子5200点しかなく、難易度・出現頻度の割に点数的に報われない手役であるとも言える。